# Ansitz Manincor

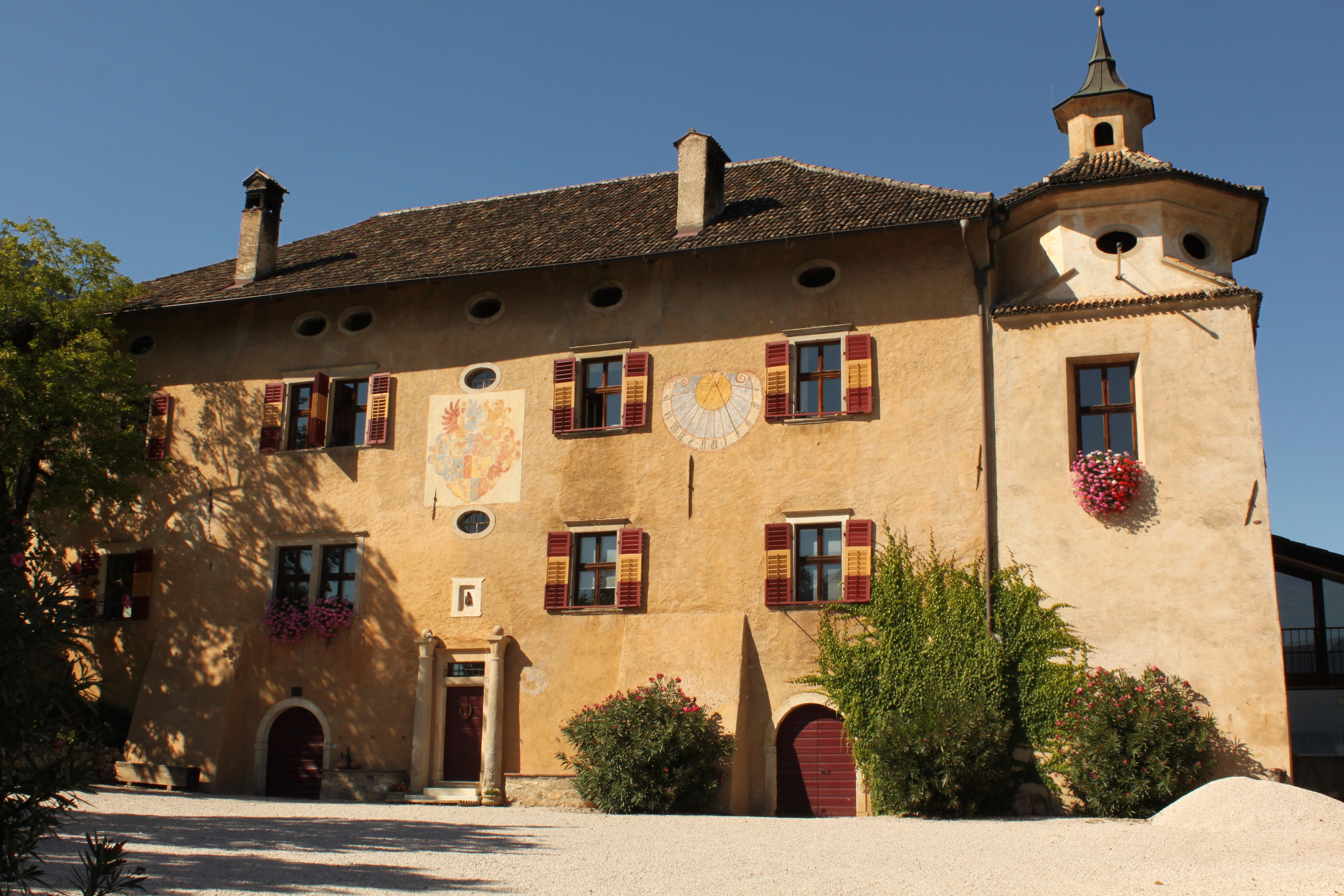
Ansitz Manincor

Der Ansitz Manincor wurde 1608 von Hieronymus Manincor Ehrenhausen erbaut. Er befindet sich in St. Josef am See in der Gemeinde Kaltern in Südtirol, direkt an der Landesstraße SP 14 knapp nördlich des Kalterer Sees. Heute wird dort eine Weinkellerei betrieben.

## Geschichte
Als Auszeichnung für seine Verdienste um Österreich bekam Hieronymus Manincor, als Schenkung des damaligen Kaisers, Liegenschaften am Kalterer See. Er wurde zugleich auch in den Adelsstand erhoben. Im Jahre 1608 erbaute er den Ansitz samt einer Kapelle. Das zu seinen Ehren erweiterte Wappen „Man-in-cor“ („Hand auf’s Herz“) ist noch heute an der Südfassade über dem Eingang zu sehen. 1662 kam es durch die Hochzeit einer Enkelin von Hieronymus Manincor erstmals zu einer Verbindung mit dem Geschlecht der Grafen von Enzenberg. Im Jahr 1978 ging der Ansitz endgültig in den Besitz der Grafen von Enzenberg über, die ihn noch heute bewirtschaften.

## Architektonische Merkmale
Der Eingang besteht aus einem Rundbogentor mit Rustika-Säulen. Die Fenster sind steingerahmt und teilweise gekuppelt. Im Erdgeschoss befindet sich ein Saal mit gewölbter Decke. Die Stube ist mit einer Felderdecke ausgestattet. Die Kapelle besitzt eine Stuckdecke aus dem 18. Jahrhundert.

## Heutige Nutzung
1991 übernahm der heutige Besitzer Michael Graf Goëss-Enzenberg den Ansitz mit den dazugehörigen Weingütern von seinem Onkel. Durch den Bau einer eigenen von Walter Angonese entworfenen Kellerei konnte er eine eigene Weinproduktion einrichten, anstatt die Ernte zu den umliegenden Genossenschaftskellereien zu liefern. Heute ist das Weingut Manincor mit 50 ha das größte Weingut in Südtirol, das ausschließlich eigene Trauben verwendet.